# Robert Erikson
Robert Erikson, född 31 maj 1938 i Stockholm, är en svensk sociolog.

## Verk
Erikson blev 1961 filosofie kandidat i sociologi vid Stockholms universitet, 1964 filosofie licentiat och 1971 filosofie doktor. Under sin tid som forskarstuderande under 1960-talet skrev han även forskningsrapporter vid Militärpsykologiska institutet. 1973–1981 var han forskare vid Institutet för social forskning (SOFI), och han är sedan 1982 professor i sociologi vid Stockholms universitet. Erikson är ledamot av Kungliga Vetenskapsakademien sedan 1994.
Han var 1996–1999 adjungerad ledamot av Kommittén för Sveriges Riksbanks pris i ekonomisk vetenskap till Alfred Nobels minne och är sedan 2008 ordinarie ledamot.